# عمر غوتيريز
عمر غوتيريز (بالإسبانية: Omar Gutiérrez)‏ هو اقتصادي ومحاسب وسياسي أرجنتيني، ولد في 24 سبتمبر 1967 في نيوكوين في الأرجنتين.